# 边缘父子
《邊緣父子》（英語：On The Fringe）新加坡新傳媒私人有限公司制播的時裝電視劇，也是新傳媒8頻道2011年五大重頭劇之一。此劇由新加坡媒體發展管理局（MDA）贊助拍攝，新傳媒8频道第一部被列為PG級（家長輔導級）的電視劇，該劇藍本為新廣(新傳媒的前身)1988年制播的電視劇《邊緣少年》，但與《邊緣少年》故事、角色都有所不同。被中国大陆知名视频网站优酷网购买了该剧在中国大陆的互联网播放並发行版权。

## 播出時間

### 首播
| 頻道        | 所在地   | 播映日期         | 播出時間           |
| ----------- | -------- | ---------------- | ------------------ |
| 新傳媒8頻道 | 新加坡   | 2011年8月2日起   | 週一～五21：00播出 |
| Astro双星   | 马来西亚 | 2011年10月12日起 | 週一～五15：30播出 |
| 优酷网      | 中国大陆 | 2011年9月2日起   | 即可随时观赏       |
| Astro AEC   | 马来西亚 | 2012年1月18日起  | 週一～五20：00播出 |

### 重播
| 頻道        | 所在地   | 播映日期         | 播出時間                    |
| ----------- | -------- | ---------------- | --------------------------- |
| Astro双星   | 马来西亚 | 2011年10月12日起 | 週一～五00：30播出          |
| Astro双星   | 马来西亚 | 2011年10月13日起 | 週一～五09：30播出          |
| Astro双星   | 马来西亚 | 2011年10月15日起 | 週六07：30播出 连续播五集   |
| Astro双星   | 马来西亚 | 2011年10月16日起 | 星期日19：30播出 连续播五集 |
| 新傳媒8頻道 | 新加坡   | 2011年11月2日起  | 週一～五00：00播出          |
| Astro AEC   | 马来西亚 | 2012年1月19日起  | 週一～五02：00播出          |
| Astro AEC   | 马来西亚 | 2012年1月19日起  | 週一～五15：00播出          |

## 角色
- 田一邦(李南星飾) - 前“邊緣少年”，曾出入感化院，後因搶劫兼嚴重傷人被判入獄，妻子與他離婚。話不多，冷酷，重義氣，身手敏捷。出獄後發現一直未見面的兒子正步上歧途，想方設法阻止兒子走上自己的老路，父子間衝突不斷。他擺脫不了黑勢力，被大姐頭劉佳麗拉入陣營，義工莎莎則希望把他拉出來，並走回正途。
- 劉佳麗(范文芳飾) - 黑社會大姐頭，內斂不外露，不怒而威，在幫派頭目莫達死後，接手管理眾弟兄，但面對“內憂外患”，問題重重，深陷危機，這時更發現自己有孕在身。她知道田一邦重情重義，設法拉攏他。與田一邦共同面對敵手的進擊，對他有了好感。後與田一邦撇清關係，一手承擔罪名。
- 莎莎(瑞恩飾) - “中途之家”義工，協助囚犯在出獄前適應社會，善良、樂觀。雖因意外導致雙目失明，卻積極面對人生，從不怨聲載道。她知道田一邦當年是誤入歧途才犯案，其實本人十分正直，遂不斷鼓勵他開創人生新篇章，並立阻田一邦被劉佳麗拉入黑道。
- Leo(張耀棟飾) - 新一代黑道老大，大學畢業，聰明、狡猾、用新穎手法經營非法業務，善於“借刀殺人”，不費吹灰之力除掉對手。
- 花花(潘玲玲飾) - 田一邦離婚妻子，後再婚。對與田一邦生的兒子姚誌勇非常嚴格，督促他讀書毫不放松，深怕他像父親一樣走上歧途。但適得其反，姚誌勇反而更加叛逆。
- 姚誌勇(吳勁威飾) - 田一邦的兒子。聰明，刁鉆，叛逆，原是品學兼優的好學生，在知道自己的身世後性格大改，變得叛逆，反社會。與一班誌同道合的朋友組成WCS。
- 羅標(陳天文飾) - 劉佳麗的屬下，自認有“江湖地位”欲取而代之，被劉佳麗制服。
- 四眼雞(姚玟隆飾) - 田一邦的結拜兄弟， 四眼雞。戴深度近視眼鏡，外表毫無殺傷力，但狠起來卻叫人膽戰心驚。因走歪路導致妻子自殺，兒子傷殘，變得沈默寡言，修鞋度日。但仍無奈地被卷入一起兇殺案中。
- 阿清(黃炯耀飾) - 田一邦、四眼雞的結拜兄弟。性格懦弱，好賭成性。“退出江湖”後與老婆在咖啡店賣雞飯，因欠下大筆債務鋌而走險，販毒被捕。
- 鐘玲(龐蕾馨飾) - 来自中国的非法居留者，在一間掛羊頭賣“人肉”的按摩院當按摩女郎，希望賺一筆後被遣送回國。與四眼雞一樣，在家鄉有個傷殘的孩子，“同病相憐”之下，有了感情。
- 矮仔洪(陳國華飾) - 黑社會頭目, 老江湖。
- Jason(方偉傑飾) - 佳麗的弟弟，暴力，沖動但非常仰慕自己的姐姐。與姚誌勇是死對頭，後被犯罪組織吸收，利用走私禁藥，後悔卻以太遲。
- 姚立勇(陳毅豐飾) - 姚誌勇的同母異父弟弟。
- 阿當(田銘耀飾) - 劉佳麗的跟班，有小聰明、機智，但非常羅嗦，喜劇人物。
- 阿雅(謝靜儀飾) - 漂亮，機靈，愛拍照，是家中獨生女，家庭富裕，但父母因雞皮蒜毛的事吵的一發不可收拾，讓她寧願流連在外。
- 祖兒(李巧兒飾) - 漂亮，倔強，單親家庭，母親讓她自生自滅。小時被母親的同居男友性侵，心裏一直有陰影?。
- 阿東(李正豪飾) - 沖動，暴躁。父親向大耳窿欠下高利貸而潛逃，全家不斷受騷擾。充當大耳窿跑腿還債，被警察逮捕。
- Tomato(潘昱達飾) - 圓滾滾，傻氣，可愛，好吃，不愛動腦筋。很小就被父母遺棄，由祖父帶大。祖父中風後，他不辭辛苦照顧。
- 小順(彭修軒飾) - 四眼雞兒子，因為吸強力膠，情緒失控跳樓，腦部受創，變為遲鈍。
- 珍妮花(易淩飾) - 祖兒母親，時髦、物欲，不斷與不同男人同居，害女兒受性侵。女兒向她哭訴反而挨一頓罵。
- Nancy(宋怡霏飾) - Tomato母親。過氣撈女。粗俗、不負責仁，棄兒子不顧，因卷走販賣搖頭丸的錢被黑道追殺，躲到田一邦家裏，死纏田一邦。
- Ivy(郭惠雯飾) - 阿雅母親，患有“病態嫉妒癥”，丈夫只能疼她愛她，連對女兒好一點，她都要吃醋。
- Jack(唐育書飾) - 阿雅父親，外資公司高級職員。與妻子的惡劣關係影響女兒阿雅。
- David手下2（Dato飾）- 最佳男配角。

## 故事大綱
田一邦是一位80年代的"邊緣少年"，出入感化院，屢犯法紀，最終因搶劫傷人罪被判入獄18年兼鞭刑。15年後，他步出牢房，已是年過四十的中年人。他決心不再走回老路。他身上帶著一張嬰孩的照片，那是他的兒子。他從沒見過這兒子一面，算起來，兒子今年應該15歲了。他很想見見這和他血脈相連的年輕人，但是，卻毫無對方音信。他已經離婚，前妻改嫁後就沒再與他聯絡。她曾跟田一邦說過，不會讓兒子知道有他這樣的爸爸。
田一邦以前的"兄弟"死的死，收山的收山，時代不同，世界在變，但是，不變的是社會依然有陰暗的角落，仍然有人遊走在法律邊緣，就像他們當年一樣。劉佳麗，一個年輕漂亮的女子，光看外表，很難去想像她控制著一頗有規模的犯罪集團。她是田一邦拜把兄弟"莫達"的"紅顏知己"，"莫達"在田一邦出獄前兩天，離奇墜樓身亡。劉佳麗"繼承"他的"事業"。她知道田一邦"重情重義"，希望他能助她一臂之力，並助她找出殺"莫達"的真兇，為他報仇。這也意味著要田一邦"重入江湖"。另一方面，他在"中途之家"認識的義工莎莎卻希望他走上正路。莎莎是一位盲女，但生性豁達樂觀，她知道田一邦心地不壞，如非誤入歧途，不會身陷牢獄。她決心不讓田一邦重蹈覆轍。兩個女人，一正一邪，一個希望把他拉回正路，一個卻要他繼續"叱咤江湖"，田一邦如何抉擇？
姚誌勇，15歲，聰明過人，但卻極其叛逆、狡猾。他是田一邦的兒子。他和幾位"志同道合"的少年組成"WCS"（We Can Survive），專幹一些"離經叛道"的事。這些少年，都市面對家庭、學業等問題，感受到成長中的痛苦。他們選擇以叛逆、反社會的行為來抒解自己的不滿和壓力。開始的時候，他們只是覺得好玩，然而，逐漸難以自拔，愈陷愈深，最終被不法集團利用。田一邦在莎莎的幫助下，終於見到兒子，但他做夢也沒想到，兒子正步上他的老路。他要把姚誌勇從犯罪邊緣拉回來，但姚誌勇不買帳，對他來說，田一邦只是個忽然出現的陌路人，毫無感情可言。他對田一邦冷嘲熱諷，指他是"80年代的笨蛋邊緣少年"、"過氣阿明"！田一邦面對網絡時代的"邊緣少年"，手足無措，他對於新一代賴以"生存"的網絡科技一無所知，什麽是"博客"、"Twitter"、"Facebook"又是何許東西？顯然的，他這"80年代的邊緣少年"確實已經過時了！這對"邊緣父子"衝突不斷，感情倍受考驗，兩代"邊緣少年"引起的"文化振蕩"也令人莞爾。田一邦不斷受挫，想要放棄，但莎莎卻要他繼續堅持下去，因為她始終相信，只要情真意摯，對方終會感受到的。田一邦見莎莎有視覺障礙，卻仍摸索著幫他和姚誌勇，決定聽莎莎的勸告，繼續堅持下去，最終感動了姚誌勇，沒讓他步上父親走過的歧路。
本劇是希望能夠喚起社會對年輕人問題的關注，並強調父母不止要在物質上滿足孩子，兩代之間更需要多一點心靈溝通，最重要的是，"歹路"絕對不能走，想靠"旁門左道"生存，肯定不會有好下場。

## 红星大奖2012入围／得獎名单
| 獎項           | 入圍者         | 角色           | 結果 |
| -------------- | -------------- | -------------- | ---- |
| 青蘋果獎       | 彭修軒         | 小順           | 提名 |
| 最佳劇本       | 洪榮狄         | －             | 獲獎 |
| 最佳剪輯       | 張必芳         | －             | 獲獎 |
| 最喜愛男角色   | 方偉傑         | Jason          | 提名 |
| 最喜愛男角色   | 吳勁威         | 姚誌勇         | 提名 |
| 最喜愛女角色   | 謝靜儀         | 阿雅           | 提名 |
| 最喜愛銀幕情侶 | 李南星、范文芳 | 田一邦、劉佳麗 | 提名 |
| 最佳電視劇     | －             | －             | 獲獎 |
| 最佳女主角     | 范文芳         | 劉佳麗         | 提名 |
| 最佳女配角     | 宋怡霏         | Nancy          | 提名 |
| 最佳女配角     | 龐蕾馨         | 鐘玲           | 提名 |

## 外部連結
- 《邊緣父子》官方網站[]
- 《邊緣父子》車禍鏡頭拍攝花絮1(YouTube) （页面存档备份，存于）
- 《邊緣父子》車禍鏡頭拍攝花絮2(YouTube) （页面存档备份，存于）
- 《邊緣父子》預告片1(YouTube) （页面存档备份，存于）
- 《邊緣父子》預告片2(YouTube) （页面存档备份，存于）
- 《邊緣父子》預告片3(YouTube) （页面存档备份，存于）
- 《邊緣父子》預告片4(YouTube) （页面存档备份，存于）
- 《邊緣父子》片場專訪(YouTube) （页面存档备份，存于）
- 重看《邊緣父子》全套剧集[永久]

| 新加坡 新傳媒8頻道 星期一至星期五 21:00 - 22:00                                                                                         | 新加坡 新傳媒8頻道 星期一至星期五 21:00 - 22:00                     | 新加坡 新傳媒8頻道 星期一至星期五 21:00 - 22:00 |
| --- | ------------------------------------------------------------------- | ----------------------------------------------- |
| | 邊緣父子 (2011年8月2日 - 2011年8月29日) PG 问题少年题材及暴力画面   |                                                 |
| 阿娣 (2011年6月27日-2011年8月1日) | 万福楼 (2011年8月30日-2011年9月26日)                                |                                                 |
| 马来西亚 Astro双星 星期一至星期五 15:30 - 17:30 · 重播星期一至五 00:30 - 01:30、09:30-11:30、星期六 07:30 - 11:30、星期日 19:30 - 23:30 |                                                                     |                                                 |
| 阿娣 (2011年9月7日-2011年10月12日) | 邊緣父子 (2011年10月12日 - 2011年11月9日)                           | 四个门牌一个梦 (2011年11月9日 - 2011年12月7日)  |
| 新加坡 新傳媒8頻道 星期一至星期五 00:00 - 01:00                                                                                         |                                                                     |                                                 |
| 双子星 (2011年9月21日-2011年11月1日) | 邊緣父子 (2011年11月2日 - 2011年11月29日) PG 问题少年题材及暴力画面 | 破天网 (2011年11月30日-2012年1月3日)            |
| 马来西亚 Astro AEC 星期一至星期五 20:00 - 21:00 · 重播星期一至五 02:00 - 03:00、15:00-16:00                                             |                                                                     |                                                 |
| — | 邊緣父子 (2012年1月18日 - )                                         | —                                               |

| 前任： 破天網 | 红星大奖 最佳電視劇 2012年 | 繼任： 再见单人床 |